# Běhej lesy

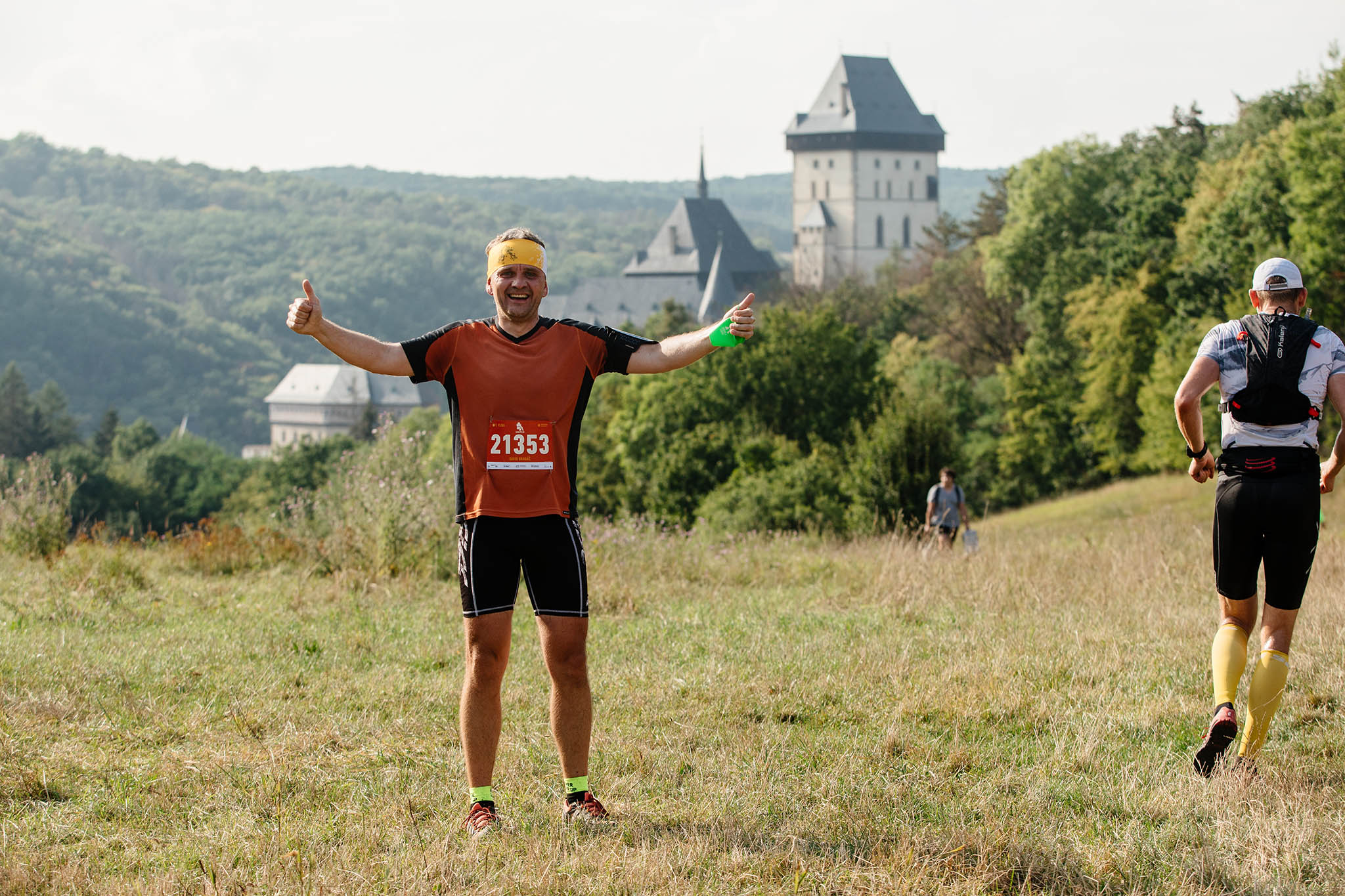
Běhej lesy Karlštejn

Běhej lesy je název každoročního cyklu 8 závodů v přírodě, který sestává z běžeckých tras na měkkém povrchu. Závody se konají od dubna do října, nabízejí trasy pro celou rodinu v přírodě, a to v různých lokalitách po České republice a Slovensku.
Běhá se charitativní běh (kolem 5 km), kratší (kolem 10 kilometrů) a delší trasa (zhruba 21 kilometrů). Součástí bývají i dětské závody či týmové soutěže. 
V minulosti se běželo přes jinak uzavřený lom Velká Amerika a hrad Karlštejn, Lednicko-valtický areál, vojenský újezd v Brdech, na Vysočině, závod na Klínovci, Bílá v srdci Beskyd, kde závodníky vyveze na start lanovka, letní varianta Jizerské 50 s ultramaratonskou 50 km trasou nebo v šumavské přírodě a Železné Rudě.

## Historie závodu
Seriál vznikl v roce 2015, zpočátku jej tvořily 4 závody – Karlštejn, Lednice, Bílá a Jizerská 50 RUN. V roce 2016 přibyl závod v nově zpřístupněném vojenském újezdu Brdy a v roce 2017 se seriál rozšířil o závody na Vysočině a v šumavských Boleticích. V roce 2018 rozšířil sérii nový závod ve Slavkovském lese. V roce 2021 vznikl i přidružený slovenský seriál Behaj lesmi. V roce 2023 seriál zařadil do svých závodů i první štafetový závod - Týmovku na Vysočině a vznikl závod na Klínovci. V 10. jubilejní sezoně 2024 přibyl závod na Šumavě v Železné Rudě. Nejnovější sezóna 2025 opět přivítala vedle Týmovky na Vysočině i individuální závod.
V sezóně 2021 byly zařazeny také „extradlouhé“ trasy na závodech Běhej lesy Vysočina a Boletice a v roce 2022 byl výčet „extradlouhých" závodů obohacen o novou trasu na Běhej lesy Lednice. V sezoně 2024 budou extradlouhé trasy na Jizerské a v Lednici. 

## Pravidla
- Každý závodník, který závod dokončí, obdrží body do celkového hodnocení seriálu. Vítězové jednotlivých závodů získají 2 000 bodů, poslední doběhnuvší závodník získává 1 bod. Závodníci mezi těmito pozicemi dostávají úměrně klesající bodové ohodnocení dle dosažených časů (tedy závodník, který se umístí v polovině výsledkové listiny, získá vždy 1 000 bodů).
- Dvacet nejrychlejších běžců na jednotlivých trasách dostává také bonifikační body navíc. Vítězové získávají 200 bodů navíc a body podle pořadí opět úměrně klesají tak, že 20. závodník získává 20 bodů navíc. Tyto body se připočítávají do celkového hodnocení.
- Do celkového pořadí Lesů pán a Lesů paní se započítává nanejvýše 6 nejlepších výsledků z 8 závodů. Pokud se běžec/běžkyně zúčastní více než 6 závodů, počítá se právě šest nejlepších výsledků. Tituly Lesů pán a Lesů paní jsou vyhlašovány pro krátké i dlouhé trati, pro každou variantu se body do žebříčku započítávají zvlášť. Do hodnocení seriálu se nepočítá závod Běhej lesy Jizerská – 50 km, pouze výsledky z tras na 23 a 11 km.

## Charitativní PENNY běh
Pro sezonu 2024 se nově Běhej lesy spojilo s obchodním řetězcem Penny a vznikl charitativní PENNY běh o délce 4 až 6 kilometrů. PENNY běh není omezen žádným časovým limitem. PENNY běh bude finančně pomáhat seniorům a organizaci Život 90.

## Závody a termíny v roce 2025
| Závod                   | Termín          | Délka tras                                                                                   |
| ----------------------- | --------------- | -------------------------------------------------------------------------------------------- |
| Běhej lesy Karlštejn    | 12. 4. 2025     | Nova 13 km / ČSOB 18 km / PENNY běh 6 km / Dětské závody Dr. Max                             |
| Běhej lesy Brdy         | 24. 5. 2025     | Nova 10 km / ČSOB 21 km / PENNY běh 5 km / Dětské závody Dr. Max                             |
| Běhej lesy Týmovka      | 20.-22. 6. 2025 | Týmově 27,5 km (3 okruhy) / Nova 13 km / ČSOB 21 km / PENNY běh 6 km / Dětské závody Dr. Max |
| Běhej lesy Klínovec     | 12. 7. 2025     | Nova 11 km / ČSOB 23 km / PENNY běh 5 km / Dětské závody Dr. Max                             |
| Běhej lesy Bílá         | 9. 8. 2025      | Nova 11 km / ČSOB 19km / PENNY běh 5 km / Dětské závody Dr. Max                              |
| Běhej lesy Jizerská     | 30. 8. 2025     | Nova 11 km / ČSOB 23 km / 50 km / PENNY běh 5 km / Dětské závody Dr. Max                     |
| Běhej lesy Železná Ruda | 20. 9. 2025     | Nova 13 km / ČSOB 18 km / PENNY běh 5 km / Dětské závody Dr. Max                             |
| Běhej lesy Lednice      | 11. 10. 2025    | Nova 14 km / ČSOB 22 km / 45 km / PENNY běh 7 km / Dětské závody Dr. Max                     |